# Thecophora
Thecophora is een geslacht van insecten uit de familie van de blaaskopvliegen (Conopidae), die tot de orde tweevleugeligen (Diptera) behoort.

## Soorten
- T. abbreviata (Loew, 1866)
- T. atra: Grijs muisje (Fabricius, 1775)
- T. distincta: Licht muisje (Wiedemann in Meigen, 1824)
- T. fulvipes: Gouden muisje (Robineau-Desvoidy, 1830)
- T. longicornis (Say, 1823)
- T. longirostris Lyneborg, 1962
- T. luteipes (Camras, 1945)
- T. melanopa: Zwart muisje Rondani, 1857
- T. modesta (Williston, 1883)
- T. nigra (Van Duzee, 1927)
- T. nigripes (Camras, 1945)
- T. occidensis (Walker, 1849)
- T. propinqua (Adams, 1903)
- T. pusilla (Meigen, 1824)